# Nick Saviano
Pour les articles homonymes, voir Saviano (homonymie).
Nick Saviano, né le 5 juin 1956 à Teaneck, est un joueur et entraîneur de tennis américain.
Vainqueur d'un tournoi professionnel en simple à Nancy et trois en double, il a atteint les huitièmes de finale à Wimbledon en 1980 et 1982.
Il est le fondateur de l'académie Saviano High Performance Tennis à Sunrise en Floride.
Après avoir notamment collaboré avec Jim Courier et Pete Sampras, il a été plus récemment l'entraîneur de Sloane Stephens et d'Eugenie Bouchard en 2014 et en 2016.

## Palmarès

### Titre en simple messieurs
| No | Date       | Nom et lieu du tournoi  | Catégorie | Dotation | Surface    | Finaliste   | Score         |  |
| -- | ---------- | ----------------------- | --------- | -------- | ---------- | ----------- | ------------- |  |
| 1  | 07-03-1983 | Open de Lorraine, Nancy |           | 75 000 $ | Dur (int.) | Chip Hooper | 6-4, 4-6, 6-3 |  |

### Finales en simple messieurs
| No | Date       | Nom et lieu du tournoi                    | Catégorie | Dotation | Surface         | Vainqueur   | Score         |  |
| -- | ---------- | ----------------------------------------- | --------- | -------- | --------------- | ----------- | ------------- |  |
| 1  | 29-01-1978 | Longboat Key Pro Tennis Classic, Sarasota |           | 50 000 $ | Moquette (int.) | Tomáš Šmíd  | 7-6, 0-6, 7-5 |  |
| 2  | 27-10-1980 | Tournoi de tennis de Cologne, Cologne     |           | 75 000 $ | Dur (int.)      | Robert Lutz | 6-4, 6-0      |  |

### Titres en double messieurs
| No | Date       | Nom et lieu du tournoi               | Catégorie       | Dotation  | Surface         | Partenaire        | Finalistes                     | Score         |  |
| -- | ---------- | ------------------------------------ | --------------- | --------- | --------------- | ----------------- | ------------------------------ | ------------- |  |
| 1  | 01-10-1979 | Island Holidays Pro Tennis Maui      | Grand Prix      | 100 000 $ | Dur (ext.)      | John Lloyd        | Rod Frawley Francisco González | 7-5, 6-4      |  |
| 2  | 23-03-1981 | Stuttgart Indoor Stuttgart           | GP World Series | 75 000 $  | Dur (int.)      | Buster Mottram    | Craig Edwards Eddie Edwards    | 3-6, 6-1, 6-2 |  |
| 3  | 24-10-1983 | Tournoi de tennis de Cologne Cologne |                 | 75 000 $  | Moquette (int.) | Florin Segarceanu | Paul Annacone Eric Korita      | 6-3, 6-4      |  |

### Finales en double messieurs
| No | Date       | Nom et lieu du tournoi           | Catégorie | Dotation | Surface    | Vainqueurs                 | Partenaire      | Score    |  |
| -- | ---------- | -------------------------------- | --------- | -------- | ---------- | -------------------------- | --------------- | -------- |  |
| 1  | 24-10-1977 | Tournoi de tennis de Perth Perth |           | 50 000 $ | Dur (ext.) | Ray Ruffels Allan Stone    | John Whitlinger | 6-2, 6-1 |  |
| 2  | 10-03-1980 | Friendship Cup San José (CR)     |           | 50 000 $ | Dur (ext.) | Jaime Fillol Álvaro Fillol | Anand Amritraj  | 6-2, 7-6 |  |